# Oberharmersbach
Oberharmersbach es un municipio de unos 2.500 habitantes en el distrito de Ortenau en Baden-Wurtemberg, Alemania. El arroyo Harmersbach es un afluente del Kinzig en la Selva Negra Central. Oberharmersbach (Alto Harmersbach) es una aldea turística clasificada como balneario climatológico en la parte superior del valle del Harmersbach. Desde la torre sobre el monte Brandenkopf (931 m s. n. m.) se tiene una buena vista sobre el valle del Harmersbach y los alrededores.